# Walter Lucius
Walter Lucius (* 1954 in Den Helder, Niederlande) ist das Pseudonym des niederländischen Schriftstellers, Drehbuchautors und Produzenten Walter Goverde. Als Drehbuchautor arbeitete er für zahlreiche Theater- und Fernsehproduktionen und ist Gründer von Odyssee Productions, einer Produktionsfirma, die u. a. Projekte für die niederländische Regierung entwickelt hat. Seit 2012 ist er hauptberuflich als Schriftsteller tätig.
Sein Schriftstellerdebüt feierte er 2013 mit „De vlinder en de storm“ (dt. Schmetterling im Sturm); es ist der Auftakt der Hartland-Trilogie. Walter Lucius lebt in Amsterdam.

## Bibliografie
- 2013: De Vlinder en de storm (Hartland-Trilogie 1 – dt. Schmetterling im Sturm. Suhrkamp, Berlin 2014, ISBN 978-3-518-46544-8)[4]
- 2016: Schaduwvechters (Hartland-Trilogie 2 – dt. Schattenkämpfer. Suhrkamp, Berlin 2017, ISBN 978-3-518-46645-2)
- 2019: De stad en het vuur (Hartland-Trilogie 3)

## Auszeichnungen
- 2013 Schaduwprijs für De Vlinder en de storm